# セシル・レディ
セシル・レディ（Cecil Reddie、1858年 - 1932年）は、イギリスにおける最初の田園教育塾であるアボッツホルムの創立者である。彼は、田園教育塾運動の創始者で、新教育運動の実践者に数えられる。

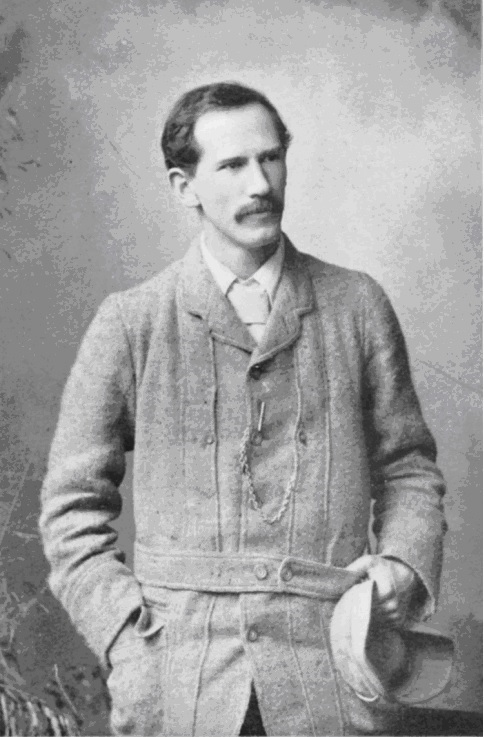
セシル・レディ

## 青年期
彼は、ロンドン南西部フラムのコールヒル・ロッジに生まれる。10人兄弟の6番目の子どもであった。彼の両親は、キンロス出身の海軍省勤務のジェイムズ・レディとキャロライン・スザンヌ・スコットである。
彼は両親が亡くなるまでゴールドルフィンスクールで４年間過ごした。 その後バーケンヘッドスクール(1871–1872)に昼間の通学生として通った。そして、エジンバラ大学のフエッテスカレッジに寮生として 、1872年から1878まで在籍した。
彼は医学、物理、数学、そして化学をエジンバラ大学で学んだ(1878–1882)。化学の学位はゲッチンゲン大学で取得した  (1882–1884)。
彼は、寄宿学校では幸せではなかった。古典的なカリキュラムにうんざりしていたのである。ゲッチンゲンにいる間、彼はそれで使われている進歩的な教育理論に深く感銘を受けた。
1883年、イギリスで先進的な新生活協会(en:Fellowship of the New Life)に参加した。彼は、社会主義的な主義原則に基づいた少年たちのための学校をつくろうと決心したのである。
彼は同性愛をめぐって苦しみ、心の拠り所を求めていた。彼は仲間の教師クレメント・チャールズ・コッテリル、博識家のパトリック・ゲデス、ロマンチックな社会主義詩人、エドワード・カーペンター、ジョン・ラスキンの影響を受けた。彼は体罰を拒否し、それを自己規律と真摯な指導の原則で置き換えようと考えた。その他には、ドイツの裸体主義者と「同志の愛」と「男性間の罪のない愛情」を信じるウォルト・ホイッマンから影響を受けた。

## アボッツホルム
彼はフェッテスカレッジに戻って、科学を教え、1888年にはブリストルのクリフトンカレッジに移った。彼の考え方、特に性教育についての見解の相違は、終いには健康にも不調をきたし、学校を去る羽目になった。
レディは、1888年から1889年までカーペンターと共同生活を送ったが、彼が、ロバート・ムーアヘッドとウィリアム・カッセルズの財政支援を受けて、1889年にダービーシャーでアボッツホルム校を開口する手助けをしてくれた。 。学校はわずか6人の生徒で始まった。彼はこの学校を自身のライフワークとした。彼は病気療養のためアメリカ合衆国に行っていた２年間(1906年–1907年),を除いて、1927年に引退するまで、この学校の経営にあたった。
アボッツホルムは、決して変な社会主義的なものではなかった。カリキュラムは、進歩主義的教育に重きを置いていた。しっかりとした勉強をさせる共に個々の子供の成長を見守るだけでなく、身体を動かしたり、肉体労働、リクレーション、そして美術の時間もあった。ラテン語だけでなく、英語、フランス語などもあったし、科学の授業もあった。
宗教の授業は宗派にこだわらず、他の宗教や儒教のような哲学も教えられていた
彼はイギリスの学校では初めて性教育の授業も行った。レディは、自然と身近な生活をすることが重要だと考えていた。それで子どもたちに牧場で動物の世話を指したり、野菜を育て、干し草を作ったり、穴をほったり、薪割りや柵を作ったりする機会を与えた。生徒たちは、田舎を自由に歩き回る自由も与えられた。レディは、公立学校の男の子が硬い襟とシルクハットを着ていたときに、快適な服装（ソフトシャツ、ソフトネクタイ、ノーフォーク型ジャケット、ニッカーボッカー）による制服も考案した。 この頁のレディの写真の中で彼が来ているのが、ノーフォークジャケットである。ノーフォーク公が、狩りのために考案したと言われるもので、狩りやフィッシング、乗馬に向いたもので、それこそ育ち盛りの男の子に最適と考えたわけである。。
レディーが学校の資金を単独で担当するまで、創立にあたっての出資者たちとの間には長く軋轢があった。彼は彼らに出資金を変換することで事態の解消を図った。教師の中にジョン・バドリー(en:John Haden Badley)がいた。
彼は最初に校長に任命された人物である。学校ができて 2年半後の1893年、レディーのますます独裁的な気性を強め、そしてバドリーが結婚を望み、レディーがそれは許さないと拒絶したという事実は、バデリーがアボッツホルムを去り、ビデールス校をスタートさせるきっかけとなった。
バドリーは次のように述べている。「Reddieは私がする必要のあることと、必要のないことのすべてを教えてくれました」。1900年にはアボッツホルムの生徒数は60人に達した。その多くは、ヨーロッパと大英帝国からだった。彼はしばしば外国人の教員と関わった。彼らはここで教育の実践を学び、故国に帰って彼ら自身の学校を開設した。
アボッツホルムは、特にドイツで影響を与えた。 ヘルマン・リーツは、ドイツの進歩主義的な教育者で教育理論家でアボッツホルムで学び、ドイツに戻って５つの学校を開設した(青少年のための田園教育舎)。
基礎になっているのは、アボッツホルムのカリキュラム、近代語、科学、体育、工作、ただし、頭の勉強と古典語はやや控えめというものである その他に彼が影響を与えたのは、クルト・ハーン、アドルフ・フェリエール(en:Adolphe Ferrière)、エドモント・ドモラン(en:Edmond Demolins)である。
彼の個性が強気の教師たちと衝突することで、学校の教育基準は低下していった。原因は、彼が周囲に「イエス・マン」を集め始めたからである。生徒数は、1906年に30人に減少した。
彼は理想をロマンチックな社会主義からより独裁的な政策に変えた。彼の親ドイツ的な姿勢は第一次世界大戦中は人気がなかった。

## 晩年
彼は1927年に引退した。生徒数は、1900年の絶頂期に比べ、わずか2人にまで落ち込んでいた。引退後、彼はウェリン・ガーデン・シティに住み、1932年2月、聖バーソロミュー病院で亡くなった。
彼の後継者、コリン・シャープは、迅速に現状の回復に努めたが、アボッツホルムは、どこにでもあるような学校に変わっていった。

## 影響
彼の名声は、イギリスでは既にすっかり影を落としてしまったが、セシル・レディは、世界自由で、特にヨーロッパ、日本、アメリカ合衆国では進歩主義教育の基礎を作った人の１人である
。

## 代表的な著作
- Cecil Reddie: John Bull: His Origin an Character. London 1901
- Cecil Reddie: Abbotsholme, 1889-1899; or ten years' work in an educational laboratoryCecil. London 1900